# Andrej Zejc
Andrej Sergeevič Zejc (in russo Андрей Сергеевич Зейц?; Pavlodar, 14 dicembre 1986) è un ex ciclista su strada kazako, è stato professionista dal 2008 al 2023.

## Carriera
Da dilettante vinse una tappa al Giro della Valle d'Aosta 2006. Nel 2008 debuttò da professionista con il team Astana. I principali risultati ottenuti sono stati il secondo posto ai campionati nazionali a cronometro nel 2008 (dietro Andrej Mizurov), il secondo posto al Presidential Cycling Tour of Turkey nel 2011 (dietro Aleksandr Efimkin) e la vittoria di una tappa al Tour of Hainan nel 2015, dove nella quale colse il secondo posto finale nella corsa (dietro Sacha Modolo).
In carriera ha partecipato, sempre con il team Astana, a numerose edizioni del Giro d'Italia, della Vuelta a España e del Tour de France, mentre con la Nazionale kazaka ha preso parte a quattro edizioni dei campionati del mondo Elite e ai Giochi olimpici 2016 a Rio de Janeiro.

## Palmarès
- 2006 (dilettanti)

4ª tappa Giro della Valle d'Aosta (Monthey > Châtel)
2015 (Astana Pro Team, una vittoria) 
8ª tappa Tour of Hainan (Dongfang > Wuzhishan)
- 2023 (Astana Qazaqstan Team, due vittorie)

2ª tappa Tour de Kyushu (Minamioguni > Minamiaso)
Classifica generale Tour de Kyushu

### Altri successi
- 2013 (Astana Pro Team)

1ª tappa Vuelta a España (Vilanova de Arousa > Sanxenxo, cronosquadre)
- 2017 (Astana Pro Team)

Campionati asiatici, cronosquadre (con la Nazionale kazaka)

## Piazzamenti

### Grandi Giri
- Giro d'Italia

2009: 35º
2012: 85º
2013: 106º
2014: 102º
2015: 59º
2016: 33º
2017: 63º
2018: 67º
2019: 26º
- Tour de France

2011: 45º
2017: 44º
2022: 38º
- Vuelta a España

2010: 103º
2012: 52º
2013: 81º
2014: 50º
2015: 68º
2016: 31º
2018: 52º
2021: 44º
2023: 46º

### Classiche monumento
- Liegi-Bastogne-Liegi

2022: 66º
- Giro di Lombardia

2008: ritirato
2017: 58º
2018: ritirato
2021: 48º

### Competizioni mondiali
- Campionati del mondo

Hamilton 2003 - In linea Juniors: 59º
Madrid 2005 - In linea Under-23: 36º
Salisburgo 2006 - In linea Under-23: 36º
Salisburgo 2006 - Cronometro Under-23: 35º
Stoccarda 2007 - In linea Under-23: 10º
Varese 2008 - Cronometro Elite: 47º
Melbourne 2010 - Cronometro Elite: 34º
Toscana 2013 - In linea Elite: ritirato
Ponferrada 2014 - In linea Elite: 88º
Innsbruck 2018 - In linea Elite: 22º
- Giochi olimpici

Rio 2016 - In linea: 8º
Rio 2016 - Cronometro: 24º